# Medisch Centrum Leeuwarden

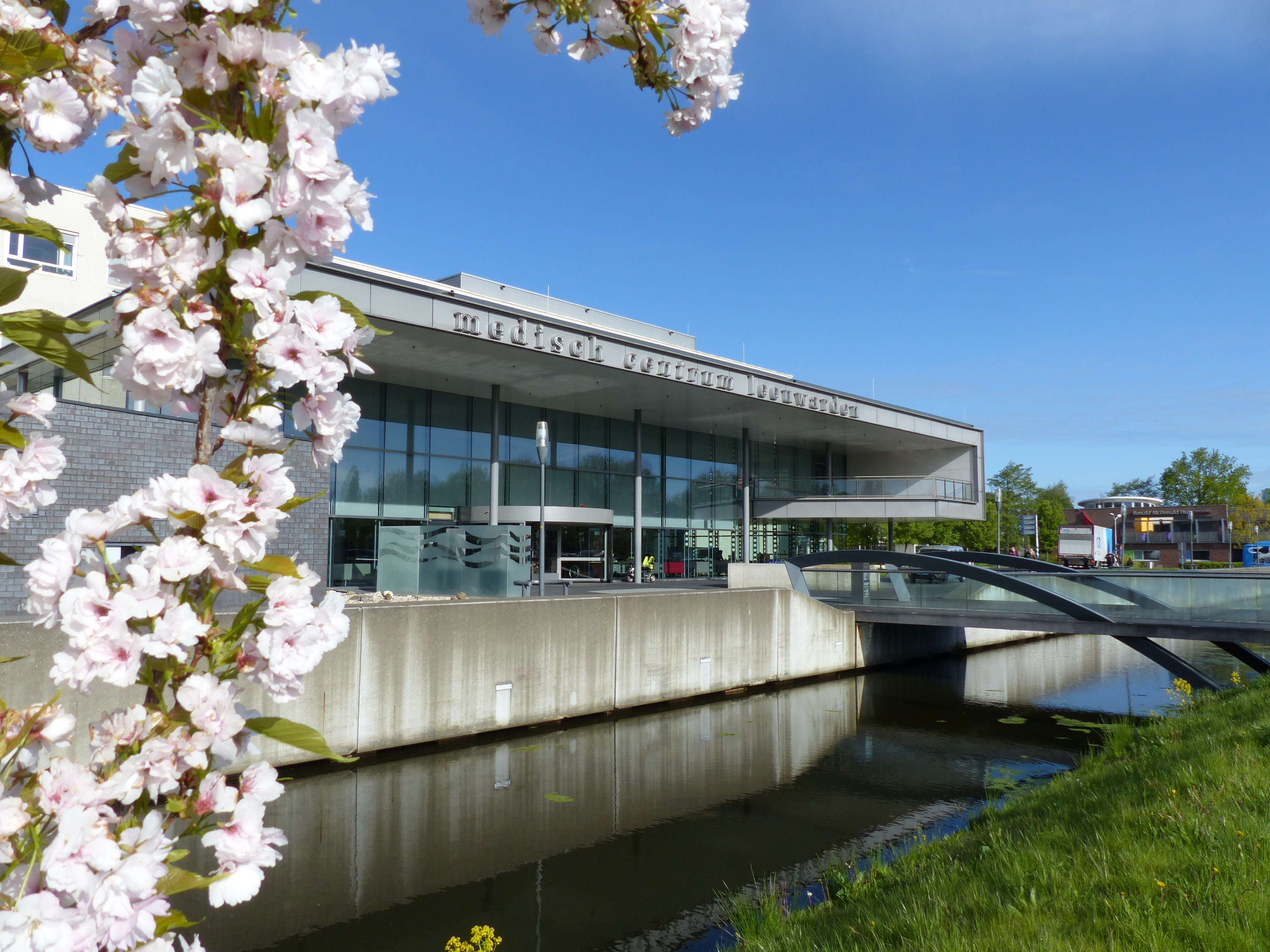

Het Medisch Centrum Leeuwarden (MCL) is een voormalig ziekenhuis in Leeuwarden. Op 1 januari 2025 fuseerde het met ziekenhuis Tjongerschans in Heerenveen tot het Frisius MC.

## Geschiedenis
Het MCL heeft 653 bedden. Het was een van de grootste ziekenhuizen van Nederland. Het MCL heeft een regionale functie voor de provincie Friesland. Het ziekenhuis beschikt over vrijwel alle gebruikelijke specialismen en heeft daarnaast enkele bijzondere specialismen en centra, zoals het Hartcentrum Friesland, het Spatadercentrum Friesland en het Centrum voor Obesitas Nederland. Het MCL was in 2004 een van de allereerste ziekenhuizen in Nederland met speciaal ingerichte operatiekamers voor minimaal invasieve chirurgie, de zogenaamde endosuites. Het MCL verzorgt in samenwerking met het UMCG opleidingen tot medisch specialist. Het MCL behoort tot de 'samenwerkende topklinische ziekenhuizen' (STZ) en heeft een eigen wetenschappelijk en opleidingsinstituut, de MCL Academie.
Het MCL is in 1982 ontstaan uit drie Leeuwarder ziekenhuizen:
- Triotel (MCL-Zuid)
- Diaconessenhuis (MCL-Midden)
- Sint Bonifatius Hospitaal (MCL-Noord)

In 1987 en 2004 zijn respectievelijk het MCL-Midden en het MCL-Noord gesloten. De naam MCL-Zuid werd in 2004 gewijzigd in MCL.

## Locaties
Het MCL Harlingen, het vroegere Ziekenhuis Oranjeoord, is ook onderdeel van het MCL. Dit ziekenhuis kon alleen blijven bestaan als het zou fuseren. Op deze locatie vinden met name poliklinische spreekuren en onderzoeken en behandelingen in dagbehandeling plaats.
Tot het MCL behoort ook dialysecentrum Súdhaghe in Heerenveen.

## Fusie
Per 1 januari 2025 fuseert het MCL met ziekenhuis Tjongerschans in Heerenveen. Het fusieziekenhuis krijgt de naam Frisius MC, genoemd naar de Friese geleerde Gemma Frisius.